# Guy Goethals
Guy Goethals (Bruxelles, 26 dicembre 1952) è un ex arbitro di calcio belga.

## Carriera
Figlio dell'ex calciatore e allenatore di calcio Raymond Goethals, diresse l'incontro Germania-Scozia al Campionato europeo di calcio 1992, e l'incontro Italia-Germania al Campionato europeo di calcio 1996. Si ritirò subito dopo l'Europeo inglese, con un anno d'anticipo rispetto al limite d'età.